# Das Schwarze Korps
Das Schwarze Korps (pol. Czarny Korpus) – oficjalna gazeta niemieckiego Schutzstaffel (SS), wydawana w latach 1935–1945.

## Historia
Gazeta była wydawana w każdą środę i dystrybuowana za darmo. Każdy członek SS otrzymywał gazetę, jednakże także cywile byli upoważnieni do odbioru gazety z najbliższego kiosku.
Redaktorem naczelnym tygodnika był Gunter d’Alquen, a wydawcami Max Amann oraz Franz-Eher-Verlag. Gazeta miała stałą rubrykę poświęconą atakowaniu Żydów, Kościoła, a także wielu innych.
Pierwsze wydanie tygodnika ukazało się 6 marca 1935 roku, w nakładzie 75 000 egzemplarzy. Pod koniec tego samego roku nakład wzrósł do 200 000 sztuk, a szczyt gazeta uzyskała w 1944, kiedy nakład gazety wyniósł 750 000 egzemplarzy.
Tygodnik był wydawany w bliskiej współpracy z policją bezpieczeństwa Sicherheitsdienst, której zadaniem było utrzymanie kontroli edycyjnej autorów tygodnika.